# 黑果黄茅
黑果黄茅（学名：Heteropogon melanocarpus）为禾本科黄茅属下的一个种。

## 扩展阅读
- 維基物種上的相關：黑果黄茅